# Pseudocuma chevreuxi
Pseudocuma chevreuxi — вид кумових ракоподібних родини Pseudocumatidae.

## Поширення
Морський демерсальний вид. Поширений на сході Атлантичного океану біля узбережжя Сенегалу.